# 国务院渤海环境保护省部际联席会议
国务院渤海环境保护省部际联席会议是中华人民共和国国务院的议事协调机构。

## 历史
2009年，经国务院同意，发展改革委会同环境保护部、住房城乡建设部、水利部、国家海洋局等部门印发《渤海环境保护总体规划（2008—2020年）》，并建立了由环渤海三省一市和国务院有关部门、解放军总后勤部组成的渤海环境保护省部际联席会议制度。联席会议由发展改革委任组长单位，主要负责协调处理跨部门、跨领域的环境保护重要问题。联席会议办公室设在国家发展改革委综合治理司。　　　　　　　　　　　　　　　　　　　　　　　　　　  　 

## 成员单位
发展改革委、财政部、科技部、环境保护部、住建部、交通运输部、水利部、农业部、国家海洋局、国家林业局、全军环办、天津市人民政府、辽宁省人民政府、山东省人民政府。